# Інгві і Альв
Інгві і Альв (Альф) (*Yngvi och Alf, сер. IV ст.) — легендарні конунги свеїв. Основні відомості містяться в «Сазі про Інглінгів».

## Життєпис
Походили з роду Інглінгів. Були синами конунга Алріка (відповідно до «Історії Норвегії» — Агні, а «Діянь данів» — Альв був батьком Інгві) та Дагейди, доньки конунга Дага Мудрого. Інгві був дуже войовничим і завжди здобував перемогу. Він був гарний на вигляд, добре володів різними мистецтвами, сильний, відважний в бою, щедрий і любив повеселитися. Завдяки всьому цьому його славили і любили. Альв, його брат, сидів удома і не ходив в походи, за це його прозвали Малятко Альв. Він був мовчазний, гордовитий і суворий.
Дружину Альва звали Бера. Вона була гарніше інших жінок, була велична і життєрадісна. Одного разу восени Інгві повернувся з вікінзького походу до Старої Уппсали. Він дуже тоді уславився. Інгві часто вечорами подовгу сидів і бенкетував. А Альв зазвичай рано лягав спати. Бера, його дружина, часто проводила вечори за бесідою з Інгві. Альв не раз казав їй, щоб вона не лягала так пізно спати, і що він не хоче чекати її в ліжку. А Бера відповідала, що щасливою була б та жінка, чиїм чоловіком був би Інгві, а не Альв. Той дуже сердився, коли вона так говорила.
Одного вечора Альв увійшов в палату в той час, коли Бера і Інгві сиділи на почесній лаві і розмовляли один з одним. У Інгві на колінах лежав меч. Люди були дуже п'яні і не помітили, як увійшов Альв. Він підійшов до почесної лаві, вихопив з-під плаща меч і пронизав ним Інгві, свого брата. Той скочив, змахнув своїм мечем і зарубав Альва. Обидва впали мертві на підлогу. Альв та Інгві були поховані в кургані на Полях Фюрі. Владу успадкував двоюрідний брат померлих Гуглейк.

## Родина
Стосовно дружини Інгві відсутні перекази, але він мав доньку Інгеборгу. Альв мав від Бери синів Йорунда та Еріка. За іншою легендою Йорунд і Ерік були синами Інгві, а Гуглейк — Альва.